# Arigomphus lentulus
Arigomphus lentulus – gatunek ważki z rodziny gadziogłówkowatych (Gomphidae). Występuje na terenie Ameryki Północnej.